# Prohlášení k deportaci Židů ze Slovenska
Prohlášení k deportacím Židů ze Slovenska je dokument, který podepsalo 24 osob, většinou disidentů, z nichž někteří byli katoličtí aktivisté. Adresovali ho jako projev „lítosti a odprošení“ za deportace Židů během 2. světové války židovské náboženské obci a židovským spoluobčanům na Slovensku. Bylo zveřejněno v říjnu 1987, mělo však dosah i mimo Slovensko.

## Příprava a zveřejnění
Ján Čarnogurský v anketě časopisu Kritika & Kontext přiznal, že myšlenka Prohlášení vznikla v rozhovorech s Borisem Lazarem, který mu dal přečíst strojopis disertační práce Ivana Kamence na toto téma. Prohlášení bylo kolektivním dílem. Hlavními autory podle Františka Mikloška byli Ján Chryzostom Korec, Čarnogurský a Jozef Jablonický. Hudební skladatel Roman Berger si dodnes myslí, že Prohlášení napsali Čarnogurský a Dominik Tatarka.
Text vyšel v domácím samizdatu Náboženství a současnost, důležitější však bylo jeho publikování v zahraničí. Anton Hlinka přečetl Prohlášení na shromáždění bývalých vězňů koncentračního tábora Mauthausen. Text dokumentu pak odvysílaly Svobodná Evropa i Hlas Ameriky, vyšel ve slovenském i českém emigrantském tisku. Prohlášení vyšlo i v téměř všech izraelských novinách.

## Signatáři (s povoláními a tituly z roku 1987)
- Dominik Tatarka, spisovatel
- Ján Chryzostom Korec, katolicky biskup bez státního souhlasu
- Hana Ponická, spisovatelka
- Martin M. Šimečka, spisovatel
- Jozef Jablonický, historik
- Vladimír Jukl, matematik
- František Mikloško, matematik
- Helena Gondová, úřednice
- Ján Čarnogurský, právník
- nár. umělec Vincent Hložník, akademický malíř
- Ján Langoš, výzkumný pracovník
- Jozef Hlinický, architekt
- Daniel Fischer, akademický malíř
- Eva Trizuljaková, akademická malířka
- Marek Huba, akademický sochař
- Roman Berger, hudební skladatel
- Ladislav Čarný, akademický malíř
- univ. prof. Vladimír Haviar, kardiolog
- Milan Bočkay, akademický malíř
- nár. umělec Milan Rúfus, básník
- Miro Bázlik, hudební skladatel
- nár. umělec Eugen Suchoň, hudební skladatel
- Alojz Gabaj, dělník
- Katarína Lazarová, spisovatelka

## Reakce
Koncem listopadu 1987 uveřejnily ústřední stranické deníky Rudé právo a Pravda článek Opožděná lítost a co se za ní skrývá, podepsaný pseudonymem, který tvrdil, že jde „o provokaci pohrobků slovenského klerofašismu a ideodiverzních centrál“.
Z dopisu signatářům Prohlášení k deportacím Židovských občanů ze Slovenska z Tel Avivu z února 1990 vyplývá, že „reakcí zdejších občanů československého původu bylo obnovení Společnosti přátelství Izrael – Československo“.
Před Vánocemi 1990 přijala Národní rada pod předsednictvím Františka Mikloška Prohlášení k deportacím Židů ze Slovenska, jehož text zformuloval poslanec Anton Hykisch a přečetla Zuzana Mistríková. Všichni poslanci projevit souhlas tím, že povstali z míst.